# Анкер, Альберт
Альбер(т) А́нкер (нем. Albert Anker, фр. Albert Anker; 1 апреля 1831[…], Инс, Берн — 16 июля 1910[…], Инс, Берн) — швейцарский живописец-жанрист и график. Офицер французского ордена Почётного легиона.

## Биография
Родился в 1831 году в швейцарском Инсе поблизости от Берна в семье ветеринара Самуэля Анкера. В 1836 году его отец получил место ветеринара в Невшателе, и семья Анкеров переехала туда. Анкер учился в школе в Невшателе и в 1845—1848 годах брал уроки рисования у художника фр. Louis Wallinger в том же городе. 
В 1851 году, после окончания гимназии Кирхенфельд в Берне, Анкер приступил к изучению протестантской теологии — сперва в Бернском университете, а затем в Германии, в Галле-Виттенбергском университете, но в 1853 году оставил учёбу, занялся живописью и переехал в Париж, где в 1855—1860 годах обучался в Высшей школе изящных искусств и в мастерской жившего во Франции швейцарского художника Шарля Глейра.
В 1859—1885 годах Анкер выставлял свои работы на ежегодном Парижском салоне, причём в 1866 году был удостоен золотой медали Салона. 
После смерти отца в 1860 году, Анкер унаследовал его дом в Инсе, где сперва проводил лишь летние месяцы, а на зиму возвращался в Париж. В 1864 году женился на Анне Рюфли. В этом браке родилось шестеро детей. В 1866—1882 годах, помимо занятия станковой живописью, также работал художником-керамистом. 
Став в зрелые годы уважаемым и признанным художником, окончательно перебрался из Парижа обратно в Швейцарию. В 1870 году был избран членом Большого совета кантона Берн и занимал эту должность 4 года (1870—1874). Активно способствовал строительству нового собственного здания для Бернского художественного музея. Отвечал за организацию швейцарской экспозиции на Всемирной выставке 1878 года в Париже.
В 1900 году университет Берна присвоил Анкеру звание почётного доктора (доктора honoris causa). 
В 1901 году в результате инсульта у художника парализовало правую руку. С этого времени Анкер работал только акварелью. 
Скончался в 1910 году в Инсе. В том же году в Музее искусства и истории в Невшателе состоялась персональная выставка работ художника, в память об Анкере.
Анкер — автор большого количества жанровых полотен, изображающих сцены из жизни простых швейцарцев, а также портретов. На многих работах изображал детей, в том числе — шестерых собственных. Иногда обращался в своих картинах к эпохе Античности, но по большей части тоже с целью изображения играющих детей. Создал также целую галерею жанровых портретов стариков — фермеров, деревенских писарей и так далее. Традиционные для современником Анкера изображения обнажённых красавиц или героев Античности почти не нашли отражения в его творчестве.

## Галерея
- Чистка картошки
- Дети за завтраком
- Бабушка
- Сельский писарь
- Гражданская регистрация брака
- Праздник сбора винограда
- Школьный экзамен
- Деревенская школа
- Пожилой фермер, отдыхающий в кровати
- Старый крестьянин полдничает
- Старушка читает Библию
- Выпивающий
- Наедине со шнапсом